# Gare de Tocqueville - Gouberville
La gare de Tocqueville - Gouberville était une gare ferroviaire française de la ligne de Cherbourg à Barfleur, située au lieu-dit la Gare sur le territoire de la commune de Tocqueville, à proximité de Gouberville, dans le département de la Manche en région Normandie. Elle est établie rue de la gare (D125) à mi chemin entre les bourgs de Tocqueville et de Gouberville situés de part et d'autre de l'ancienne voie ferrée.
Elle est mise en service en 1911 par la Compagnie des chemins de fer de la Manche (CFM) et fermée à tout trafics en 1950.

## Situation ferroviaire
Établie à 16 mètres d'altitude, la gare de Tocqueville - Gouberville était située sur la ligne de Cherbourg à Barfleur entre les gares de Saint-Pierre-Église et de Gatteville. S'intercalaient les haltes de Varouville-Rhétoville et Néville en amont, et Rauville en aval.

## Histoire
La gare de Tocqueville - Gouberville est mise en service le 8 juillet 1911 par la Compagnie des chemins de fer de la Manche (CFM), lorsqu'elle ouvre à l'exploitation la ligne, à voie normale, de Cherbourg à Barfleur.
Après les destructions de la fin de la Seconde Guerre mondiale, la gare est de nouveau desservie jusqu'au passage du dernier train qui marque la fermeture de la ligne le 30 septembre 1950.

## Service des voyageurs
Gare fermée et désaffectée.

## Après le chemin de fer
En 2007, bâtiment voyageurs est toujours présent, il est devenu une habitation privée.